# Lewon Aghasjan
Lewon Aghasjan (armenisch Լևոն Աղասյան; englisch Levon Aghasyan; * 19. Januar 1995 in Kapan) ist ein armenischer Leichtathlet, der sich auf den Dreisprung spezialisiert hat.

## Sportliche Laufbahn
Erste internationale Erfahrungen sammelte Lewon Aghasjan 2011 bei den Jugendweltmeisterschaften nahe Lille, bei denen er mit einer Weite von 15,24 m den fünften Platz belegte. Anschließend schied er beim Europäischen Olympischen Jugendfestival in Trabzon im Weitsprung mit 6,57 m in der Qualifikation aus und wurde im Dreisprung mit 15,49 m Vierter. Im Jahr darauf nahm er an den Juniorenweltmeisterschaften in Barcelona teil, schied aber auch dort ohne einen gültigen Versuch in der Qualifikation aus. 2013 siegte er schließlich mit 16,01 m bei den Junioreneuropameisterschaften in Rieti und 2014 erreichte er bei den Juniorenweltmeisterschaften in Eugene mit einer Weite von 16,28 m Rang fünf. Im Jahr darauf qualifizierte er sich für die Teilnahme an den Halleneuropameisterschaften in Prag, bei denen er allerdings mit 15,94 m nicht bis in das Finale gelangte. Anfang Juli belegte er bei den U23-Europameisterschaften in Tallinn mit 15,88 m Rang acht.
2016 schied er bei den Europameisterschaften in Amsterdam mit 16,21 m in der Qualifikation aus, nahm anschließend aber an den Olympischen Spielen in Rio de Janeiro teil und gelangte auch dort mit 15,54 m nicht bis in das Finale. Im Jahr darauf schied er bei den Halleneuropameisterschaften in Belgrad ohne einen gültigen Versuch in der Qualifikation aus und auch bei den U23-Europameisterschaften in Bydgoszcz reichten 15,62 m nicht für einen Finaleinzug. Im Anschluss nahm er an den Spielen der Frankophonie in Abidjan teil und wurde dort mit einer Weite von 15,52 m Achter. 2018 nahm er ein weiteres Mal an den Europameisterschaften in Berlin teil, schied dort aber mit 16,34 m in der Qualifikation aus. 2019 erreichte er bei den Halleneuropameisterschaften in Glasgow mit 16,38 m Rang zehn, wie auch bei der Sommer-Universiade in Neapel mit 15,73 m. Zudem nahm er erstmals an den Weltmeisterschaften in Doha teil und schied dort mit 16,24 m in der Qualifikation aus. 2021 wurde er bei den Halleneuropameisterschaften in Toruń mit Saisonbestleistung von 16,55 m Fünfter. Im August nahm er erneut an den Olympischen Spielen in Tokio teil und verpasste dort mit 16,42 m den Finaleinzug.
2022 siegte er mit 16,26 m bei den Balkan-Hallenmeisterschaften in Istanbul. Im August schied er bei den Europameisterschaften in München mit 16,03 m in der Qualifikationsrunde aus und auch bei den Halleneuropameisterschaften im Jahr darauf in Istanbul verpasste er mit 15,89 m den Finaleinzug. Im Juni wurde er bei der 3. Liga der Team-Europameisterschaft im Rahmen der Europaspiele in Chorzów mit 16,36 m Erster und anschließend gewann er bei den Spielen der Frankophonie in Kinshasa mit 16,40 m die Bronzemedaille hinter dem Burkiner Hugues Fabrice Zango und Amath Faye aus dem Senegal. 2024 musste er sich bei den Balkan-Hallenmeisterschaften in Istanbul mit 16,28 m nur dem Türken Can Özüpek geschlagen geben. Im Mai belegte er bei den Freiluft-Balkan-Meisterschaften in Izmir mit 15,82 m den zehnten Platz. Kurz darauf verpasste sie bei den Europameisterschaften in Rom mit 15,80 m den Finaleinzug. Im Jahr darauf brachte er bei den Balkan-Meisterschaften in Volos keinen gültigen Versuch zustande.
In den Jahren 2019, 2019 und 2020 wurde Aghasjan armenischer Meister im Dreisprung. Zudem wurde er 2016 Balkanmeister im Freien sowie 2014, 2017 und 2018 auch in der Halle.